# Anushka Sanjeewani
Meegama Acharige Anushka Sanjeewani (* 24. Januar 1990 in Galle, Sri Lanka) ist eine sri-lankische Cricketspielerin, die seit 2014 für die sri-lankische Nationalmannschaft spielt.

## Aktive Karriere
Ihr Debüt in der Nationalmannschaft gab sie bei der Tour in Indien im Januar 2014, bei der sie ihr jeweils erstes WODI und WTwenty20 absolvierte. Ihre erste Weltmeisterschaft spielte sie beim ICC Women’s World Twenty20 2016 konnte dabei jedoch nicht herausstechen. Im März 2018 bei der Tour gegen Pakistan konnte sie im ersten WTwenty20 ihr erstes Fifty über 61 Runs erzielen. Beim ICC Women’s T20 World Cup 2020 war ihre beste Leistung 25 Runs gegen Australien. Als Teil des sri-lankischen Teams bei den Commonwealth Games 2022 und dem ICC Women’s T20 World Cup 2023 konnte sie jeweils nicht herausstechen.